# Festival di Sanremo 2005
Il cinquantacinquesimo Festival di Sanremo si svolse al teatro Ariston di Sanremo dal 1º al 5 marzo 2005 con la conduzione di Paolo Bonolis, affiancato da Antonella Clerici e da Federica Felini.
I collegamenti con le giurie furono curati da Cristina Chiabotto e Luca Laurenti.
In questa edizione sono presenti anche alcuni opinionisti fissi a commentare le varie esibizioni: Iva Zanicchi, Ambra Angiolini, e Marino Bartoletti più altri, diversi per ogni serata.
La direzione artistica fu curata da Paolo Bonolis, affiancato nella direzione artistico-musicale da Gianmarco Mazzi, la regia da Stefano Vicario, la scenografia da Gaetano Castelli e l'orchestra fu diretta dal maestro Renato Serio. Inizialmente, a ricoprire la carica di direttore artistico, era stato chiamato Pippo Baudo, che riuscì a ricomporre i contrasti tra la FIMI e la Rai interrottisi l'anno precedente; proprio pochi giorni dopo, però, Baudo annunciò la sua rinuncia alla direzione artistica.
Il vincitore assoluto della kermesse canora fu Francesco Renga con il brano Angelo nella sezione Campioni. Per la sezione Giovani vinse Laura Bono con Non credo nei miracoli. Per quanto riguarda quest'ultima categoria, occorre citare il fatto che la canzone Ci vuole k..., cantata dai Concido, non ebbe problemi di censura sebbene fosse chiaramente e ripetutamente pronunciata la parola "culo", fino ad allora mai ammessa al Festival, a dimostrazione che l'influenza della censura era ormai ampiamente scemata.
Il regolamento prevedeva la divisione dei partecipanti in cinque distinte categorie (Uomini, Donne, Gruppi, Classic e Giovani) e la reintroduzione, dopo anni, delle eliminazioni.
Quest'edizione del Festival fu molto seguita, con una media del 52,79% di share.
Durante la prima serata Bonolis ha annunciato in diretta al pubblico la morte del conduttore televisivo e giornalista Alberto Castagna.
Nel corso della penultima serata, Bonolis annunciò in diretta la liberazione della giornalista de Il manifesto Giuliana Sgrena, sequestrata un mese prima da alcuni combattenti in Iraq; la gioia per l'annuncio, però, durò pochissimo, in quanto alcuni minuti più tardi lo stesso Bonolis interruppe nuovamente la gara per informare della tragica morte del funzionario di polizia Nicola Calipari, artefice della liberazione della Sgrena, ucciso ad un posto di blocco dalle forze militari statunitensi poiché scambiato per un terrorista iracheno.

## Partecipanti

### Sezione Campioni

#### Categoria Uomini
| Interprete      | Ultime partecipazioni al Festival |
| --------------- | --------------------------------- |
| Francesco Renga | 2002                              |
| Gigi D'Alessio  | 2001                              |
| Marco Masini    | 2004                              |
| Paolo Meneguzzi | 2004                              |
| Umberto Tozzi   | 2000                              |

#### Categoria Donne
| Interprete         | Ultime partecipazioni al Festival |
| ------------------ | --------------------------------- |
| Alexia             | 2003                              |
| Anna Tatangelo     | 2003                              |
| Antonella Ruggiero | 2003                              |
| Marina Rei         | 1999                              |
| Paola & Chiara     | 1998                              |

#### Categoria Gruppi
| Interprete                                       | Ultime partecipazioni al Festival               |
| ------------------------------------------------ | ----------------------------------------------- |
| DJ Francesco Band                                | Esordienti (DJ Francesco, da solista, nel 2004) |
| Le Vibrazioni                                    | Esordienti                                      |
| Matia Bazar                                      | 2002                                            |
| Nicky Nicolai e Stefano Di Battista Jazz Quartet | Esordienti                                      |
| Velvet                                           | 2001 (tra i Giovani)                            |

#### Categoria Classic
| Interprete                        | Ultime partecipazioni al Festival               |
| --------------------------------- | ----------------------------------------------- |
| Franco Califano                   | 1994                                            |
| Marcella Bella                    | 1990                                            |
| Nicola Arigliano                  | 1964                                            |
| Peppino di Capri                  | 2001                                            |
| Toto Cutugno con Annalisa Minetti | 1997 e 1998 (tra i Giovani, poi tra i Campioni) |

### Sezione Giovani
| Interprete         | Ultime partecipazioni al Festival |
| ------------------ | --------------------------------- |
| Christian Lo Zito  | Esordiente                        |
| Concido            | Esordienti                        |
| Enrico Boccadoro   | Esordiente                        |
| Equ                | Esordienti                        |
| Giovanna D'Angi    | Esordiente                        |
| La Differenza      | Esordienti                        |
| Laura Bono         | Esordiente                        |
| Max De Angelis     | Esordiente                        |
| Modà               | Esordienti                        |
| Negramaro          | Esordienti                        |
| Sabrina Guida      | Esordiente                        |
| Veronica Ventavoli | Esordiente                        |

## Classifica finale
| Posizione | Interprete                                       | Canzone                   | Autori                                                | Percentuale voti |
| --------- | ------------------------------------------------ | ------------------------- | ----------------------------------------------------- | ---------------- |
| 1         | Francesco Renga                                  | Angelo                    | F. Renga e M. Zappatini                               | 54,41%           |
| 2         | Toto Cutugno con Annalisa Minetti                | Come noi nessuno al mondo | S. Cutugno                                            | 17,79%           |
| 3         | Antonella Ruggiero                               | Echi d'infinito           | M. Venuti e Kaballà                                   | 16,45%           |
| 4         | Nicky Nicolai e Stefano Di Battista Jazz Quartet | Che mistero è l'amore     | M. Fabrizio, G. Lucariello e P. Marino                | 7,21%            |
| 5         | Laura Bono                                       | Non credo nei miracoli    | L. Bonometti e M. Natale                              | 4,13%            |
| 6         | Marcella Bella                                   | Uomo bastardo             | G. Bella e S. Pieroni                                 |                  |
| 7         | Anna Tatangelo                                   | Ragazza di periferia      | L. D'Alessio, A. Pennino e V. D'Agostino              |                  |
| 8         | Alexia                                           | Da grande                 | A. Aquilani, G. Fulcheri, G. Cominotti e M. Fabrizio  |                  |
| 9         | Matia Bazar                                      | Grido d'amore             | P. Cassano e G. Golzi                                 |                  |
| 10        | Gigi D'Alessio                                   | L'amore che non c'è       | L. D'Alessio e V. D'Agostino                          |                  |
| 11        | Veronica Ventavoli                               | L'immaginario             | D. Calvetti e M. Ciappelli                            |                  |
| 12        | Peppino di Capri                                 | La panchina               | P. di Capri, C. Piccinelli, Depsa                     |                  |
| 13        | Marco Masini                                     | Nel mondo dei sogni       | M. Masini, G Orlandi e G. Dati                        |                  |
| 14        | Le Vibrazioni                                    | Ovunque andrò             | F. Sarcina                                            |                  |
| 15        | La Differenza                                    | Che farò                  | F. Falcone, G. Martinelli e R. Zaccagna               |                  |
| NF (E4)   | DJ Francesco Band                                | Francesca                 | A Rapetti, F. Facchinetti e D. Primiceri              |                  |
| NF (E4)   | Paolo Meneguzzi                                  | Non capiva che l'amavo    | P. Meneguzzi, D. Melotti e R. Di Bella                |                  |
| NF (E4)   | Marina Rei                                       | Fammi entrare             | M. Rei, D. Sinigallia e R. Sinigallia                 |                  |
| NF (E4)   | Nicola Arigliano                                 | Colpevole                 | F. Fasano, G. Grottoli e A. Vaschetti                 |                  |
| NF (E4)   | Giovanna D'Angi                                  | Fammi respirare           | M. Pappalardo e G. Caruso                             |                  |
| NF (E4)   | Max De Angelis                                   | Sono qui per questo       | D. Calvetti, M. De Angelis e M. Ciappelli             |                  |
| NF (E4)   | Equ                                              | L'idea                    | V. Crociani, D. Boscherini e G. Graziani              |                  |
| NF (E3)   | Franco Califano                                  | Non escludo il ritorno    | F. Zampaglione e F. Califano                          |                  |
| NF (E3)   | Velvet                                           | Dovevo dirti molte cose   | A. Sgreccia, G. Cornetta, P. Ferrantini e P. Bazzoffi |                  |
| NF (E3)   | Christian Lo Zito                                | Segui il tuo cuore        | G. Furnari                                            |                  |
| NF (E3)   | Sabrina Guida                                    | Vorrei                    | S. Guida, R. D'Aquino e W. Esposito                   |                  |
| NF (E3)   | Modà                                             | Riesci a innamorarmi      | F. Silvestre                                          |                  |
| NF (E2)   | Paola & Chiara                                   | A modo mio                | C. Iezzi e P. Iezzi                                   |                  |
| NF (E2)   | Umberto Tozzi                                    | Le parole                 | U. Tozzi e R. Ancillotti                              |                  |
| NF (E2)   | Concido                                          | Ci vuole k...             | A. Plebani, G. Costantini, M. Tarantelli              |                  |
| NF (E2)   | Enrico Boccadoro                                 | Dov'è la terra capitano   | E. Boccadoro                                          |                  |
| NF (E2)   | Negramaro                                        | Mentre tutto scorre       | G. Sangiorgi                                          |                  |

## Serate

### Prima serata
Si sono esibiti tutti i 20 Campioni appartenenti alle categorie Donne, Uomini, Gruppi e Classic con i propri brani, votati dalla giuria demoscopica. Al termine, sono state stilate le classifiche per ogni categoria e rese note al pubblico, senza indicazione dei voti. Sono stati presentati, inoltre, i 12 artisti della categoria Giovani.
Campioni
| Ordine di uscita | Artista                                          | Brano                     |
| ---------------- | ------------------------------------------------ | ------------------------- |
| 1                | Umberto Tozzi                                    | Le parole                 |
| 2                | Paola e Chiara                                   | A modo mio                |
| 3                | Matia Bazar                                      | Grido d'amore             |
| 4                | Nicola Arigliano                                 | Colpevole                 |
| 5                | DJ Francesco Band                                | Francesca                 |
| 6                | Toto Cutugno e Annalisa Minetti                  | Come noi nessuno al mondo |
| 7                | Alexia                                           | Da grande                 |
| 8                | Gigi D'Alessio                                   | L'amore che non c'è       |
| 9                | Le Vibrazioni                                    | Ovunque andrò             |
| 10               | Francesco Renga                                  | Angelo                    |
| 11               | Antonella Ruggiero                               | Echi d'infinito           |
| 12               | Marco Masini                                     | Nel mondo dei sogni       |
| 13               | Anna Tatangelo                                   | Ragazza di periferia      |
| 14               | Peppino di Capri                                 | La panchina               |
| 15               | Marcella Bella                                   | Uomo bastardo             |
| 16               | Paolo Meneguzzi                                  | Non capiva che l'amavo    |
| 17               | Nicky Nicolai e Stefano Di Battista Jazz Quartet | Che mistero è l'amore     |
| 18               | Franco Califano                                  | Non escludo il ritorno    |
| 19               | Velvet                                           | Dovevo dirti molte cose   |
| 20               | Marina Rei                                       | Fammi entrare             |

Ospiti
- Kataklò
- Michael Bublé - Feeling Good, Tu vuò fà l'americano (con Paolo Bonolis) e Home
- Luca Laurenti

### Seconda serata
Si sono esibiti 10 Campioni facenti parte delle categorie Donne e Uomini, votati sempre dalla giuria demoscopica. Per ciascuna categoria, è stata stilata una classifica in base alla somma dei voti ricevuti nella prima e nella seconda serata, sempre senza indicazione dei voti. I 4 brani più votati per ognuna delle due categorie hanno avuto accesso direttamente alla quarta serata.
Successivamente si sono esibiti 6 dei 12 Giovani, votati dalla giuria demoscopica. I tre brani di questa categoria più votati sono stati ammessi alla quarta serata.
Campioni
- Eliminati dalla gara

| Ordine di uscita | Artista            | Brano                  |
| ---------------- | ------------------ | ---------------------- |
| 1                | Anna Tatangelo     | Ragazza di periferia   |
| 2                | Marco Masini       | Nel mondo dei sogni    |
| 3                | Antonella Ruggiero | Echi d'infinito        |
| 4                | Francesco Renga    | Angelo                 |
| 5                | Marina Rei         | Fammi entrare          |
| 6                | Paolo Meneguzzi    | Non capiva che l'amavo |
| 7                | Alexia             | Da grande              |
| 8                | Gigi D'Alessio     | L'amore che non c'è    |
| 9                | Paola e Chiara     | A modo mio             |
| 10               | Umberto Tozzi      | Le parole              |

Giovani
- Eliminati dalla gara

| Ordine di uscita | Artista          | Brano                    |
| ---------------- | ---------------- | ------------------------ |
| 1                | Concido          | Ci vuole k...            |
| 2                | Laura Bono       | Non credo nei miracoli   |
| 3                | Enrico Boccadoro | Dov'è la terra capitano? |
| 4                | Negramaro        | Mentre tutto scorre      |
| 5                | La Differenza    | Che farò                 |
| 6                | Giovanna D'Angi  | Fammi respirare          |

Ospiti
- Kataklò
- Ale e Franz
- Mike Tyson
- Iva Zanicchi - Stand by me (con Paolo Bonolis)
- Massimo Giletti e Fabrizio Del Noce - Azzurro (con Paolo Bonolis)
- Luca Laurenti

### Terza serata
Si sono esibiti i rimanenti 10 Campioni facenti parte delle categorie Gruppi e Classic, votati con lo stesso sistema delle due serate precedenti. Al termine delle esibizioni è stata stilata una classifica per ogni categoria in base alla somma dei voti ricevuti nelle due serate, senza indicazione dei voti. I 4 brani più votati per ognuna delle due categorie sono stati ammessi alla quarta serata.
Successivamente si sono esibiti i rimanenti 6 Giovani, votati con lo stesso sistema della serata precedente; i tre brani più votati sono stati ammessi alla quarta serata.
Campioni
- Eliminati dalla gara

| Ordine di uscita | Artista                                          | Brano                     |
| ---------------- | ------------------------------------------------ | ------------------------- |
| 1                | Velvet                                           | Dovevo dirti molte cose   |
| 2                | Marcella Bella                                   | Uomo bastardo             |
| 3                | Le Vibrazioni                                    | Ovunque andrò             |
| 4                | Nicky Nicolai e Stefano Di Battista Jazz Quartet | Che mistero è l'amore     |
| 5                | Peppino di Capri                                 | La panchina               |
| 6                | Franco Califano                                  | Non escludo il ritorno    |
| 7                | DJ Francesco Band                                | Francesca                 |
| 8                | Toto Cutugno e Annalisa Minetti                  | Come noi nessuno al mondo |
| 9                | Matia Bazar                                      | Grido d'amore             |
| 10               | Nicola Arigliano                                 | Colpevole                 |

Giovani
- Eliminati dalla gara

| Ordine di uscita | Artista            | Brano                |
| ---------------- | ------------------ | -------------------- |
| 1                | Equ                | L'idea               |
| 2                | Christian Lo Zito  | Segui il tuo cuore   |
| 3                | Sabrina Guida      | Vorrei               |
| 4                | Modà               | Riesci a innamorarmi |
| 5                | Veronica Ventavoli | L'immaginario        |
| 6                | Max De Angelis     | Sono qui per questo  |

Ospiti
- Kataklò
- Will Smith
- Lola Ponce - Sleep
- Luca Laurenti

### Quarta serata
I 16 Campioni (quattro per categoria) rimasti in gara si sono esibiti con una versione rivisitata del proprio brano, accompagnati da ospiti italiani, stranieri o entrambi; la votazione è stata effettuata della giuria demoscopica e, in base alla somma dei voti ricevuti nelle altre serate, è stata stilata per ciascuna categoria una classifica, con il solo posizionamento degli artisti in gara e senza indicazione dei voti. Di ogni categoria, solo i tre brani più votati sono rimasti in gara e hanno avuto accesso alla finale, per un totale di 12 Campioni.
In seguito, si sono esibiti i 6 Giovani rimasti in gara, di cui solo tre hanno avuto accesso alla serata finale.
Campioni
- Eliminati dalla gara

| Ordine di uscita | Artista                                          | Ospite/i                                                                          | Brano                     |
| ---------------- | ------------------------------------------------ | --------------------------------------------------------------------------------- | ------------------------- |
| 1                | Gigi D'Alessio                                   | Antonino Spadaccino, Maddalena Sorrentino e i ragazzi di Amici                    | L'amore che non c'è       |
| 2                | Paolo Meneguzzi                                  | Luca Dirisio                                                                      | Non capiva che l'amavo    |
| 3                | Marco Masini                                     | Jessica Morlacchi                                                                 | Nel mondo dei sogni       |
| 4                | Francesco Renga                                  | Maurizio Zappatini                                                                | Angelo                    |
| 5                | Le Vibrazioni                                    | Elio                                                                              | Ovunque andrò             |
| 6                | Matia Bazar                                      | Sergio Múñiz                                                                      | Grido d'amore             |
| 7                | DJ Francesco Band                                | Max Pezzali                                                                       | Francesca                 |
| 8                | Nicky Nicolai e Stefano Di Battista Jazz Quartet | Alessandro Preziosi                                                               | Che mistero è l'amore     |
| 9                | Nicola Arigliano                                 | Jazz Session (Antonello Vannucchi, Franco Cerri, Gianni Basso e Bruno De Filippi) | Colpevole                 |
| 10               | Toto Cutugno e Annalisa Minetti                  | Rita Pavone                                                                       | Come noi nessuno al mondo |
| 11               | Marcella Bella                                   | Gianni Bella con Edoardo Costa                                                    | Uomo bastardo             |
| 12               | Peppino di Capri                                 | Debby Sleighter                                                                   | La panchina               |
| 13               | Marina Rei                                       | Riccardo e Daniele Sinigallia                                                     | Fammi entrare             |
| 14               | Antonella Ruggiero                               | Frank Gambale e Maurizio Colonna                                                  | Echi d'infinito           |
| 15               | Alexia                                           | Funkoff e Gialappa's Band                                                         | Da grande                 |
| 16               | Anna Tatangelo                                   | Samantha Discolpa con i ballerini Rossella Brescia e José Perez                   | Ragazza di periferia      |

Giovani
- Accedono in finale

| Ordine di uscita | Artista            | Brano                  |
| ---------------- | ------------------ | ---------------------- |
| 1                | Equ                | L'idea                 |
| 2                | Giovanna D'Angi    | Fammi respirare (Aria) |
| 3                | Max De Angelis     | Sono qui per questo    |
| 4                | La Differenza      | Che farò               |
| 5                | Veronica Ventavoli | L'immaginario          |
| 6                | Laura Bono         | Non credo nei miracoli |

Duetti non eseguiti causa eliminazione dalla gara
- Umberto Tozzi - Raoul Bova
- Velvet - Mario Venuti
- Franco Califano - Flaminio Maphia

Ospiti
- Kataklò
- Luca Laurenti
- Hugh Grant
- Gwen Stefani - Rich Girl

### Quinta serata - Finale
I 15 artisti (tre per categoria, di cui 12 Campioni e 3 Giovani) rimasti in gara si sono esibiti con il proprio brano in gara e sono stati votati dalla giuria demoscopica.
Al termine di tutte le esibizioni, è stata stilata per ciascuna categoria una classifica in base alla somma dei voti ricevuti complessivamente in tutte le serate (compresa la finale), con il solo posizionamento senza indicazione dei voti.
Per ciascuna categoria, il brano risultato vincitore di ogni categoria è stato sottoposto a nuova votazione, stavolta tramite televoto. Il brano più votato è stato proclamato vincitore assoluto del 55º Festival di Sanremo.
- Vincitore categoria Uomini

- Vincitrice categoria Donne

- Vincitori categoria Gruppi

- Vincitore categoria Classic

- Vincitore categoria Giovani

| Ordine di uscita | Artista                                          | Brano                     |
| ---------------- | ------------------------------------------------ | ------------------------- |
| 1                | Laura Bono                                       | Non credo nei miracoli    |
| 2                | Marco Masini                                     | Nel mondo dei sogni       |
| 3                | Matia Bazar                                      | Grido d'amore             |
| 4                | La Differenza                                    | Che farò                  |
| 5                | Peppino di Capri                                 | La panchina               |
| 6                | Alexia                                           | Da grande                 |
| 7                | Le Vibrazioni                                    | Ovunque andrò             |
| 8                | Gigi D'Alessio                                   | L'amore che non c'è       |
| 9                | Antonella Ruggiero                               | Echi d'infinito           |
| 10               | Nicky Nicolai e Stefano Di Battista Jazz Quartet | Che mistero è l'amore     |
| 11               | Francesco Renga                                  | Angelo                    |
| 12               | Anna Tatangelo                                   | Ragazza di periferia      |
| 13               | Marcella Bella                                   | Uomo bastardo             |
| 14               | Veronica Ventavoli                               | L'immaginario             |
| 15               | Toto Cutugno e Annalisa Minetti                  | Come noi nessuno al mondo |

Finalissima
- Vincitore

| Posizione finale | Ordine di uscita | Artista                                          | Brano                     | Voti finalissima |
| Posizione finale | Ordine di uscita | Artista                                          | Brano                     | Televoto         |
| ---------------- | ---------------- | ------------------------------------------------ | ------------------------- | ---------------- |
| 1                | 2                | Francesco Renga                                  | Angelo                    | 54,41%           |
| 2                | 4                | Toto Cutugno e Annalisa Minetti                  | Come noi nessuno al mondo | 17,79%           |
| 3                | 1                | Antonella Ruggiero                               | Echi d'infinito           | 16,45%           |
| 4                | 3                | Nicky Nicolai e Stefano Di Battista Jazz Quartet | Che mistero è l'amore     | 7,21%            |
| 5                | 5                | Laura Bono                                       | Non credo nei miracoli    | 4,13%            |

#### Ospiti
- Vasco Rossi - Vita spericolata e Un senso
- Povia - I bambini fanno "ooh..."
- Cristina Chiabotto (in collegamento)
- Luca Laurenti

## Premi

### SezioneCampioni
- Vincitore 55º Festival di Sanremo: Francesco Renga con Angelo
  - Vincitore 55º Festival di Sanremo categoria Uomini: Francesco Renga con Angelo
  - Vincitrice 55º Festival di Sanremo categoria Donne: Antonella Ruggiero con Echi d'infinito
  - Vincitore 55º Festival di Sanremo categoria Gruppi: Nicky Nicolai e Stefano Di Battista Jazz Quartet con Che mistero è l'amore
  - Vincitore 55º Festival di Sanremo categoria Classic: Toto Cutugno e Annalisa Minetti con Come noi nessuno al mondo
- Premio della Sala Stampa Radio e TV sezione Campioni: Francesco Renga con Angelo[6]
- Premio della Critica "Mia Martini": Nicola Arigliano con Colpevole

### SezioneGiovani
- Vincitore 55º Festival di Sanremo sezione Giovani: Laura Bono con Non credo nei miracoli
- Premio Sala Stampa Radio e TV sezione Giovani: Negramaro con Mentre tutto scorre[6]

### Altri premi
- Premio "Città di Sanremo" alla carriera: Vasco Rossi

## Orchestra
L'Orchestra sinfonica di Sanremo è stata diretta dal maestro Renato Serio. Durante le esibizioni dei cantanti dai maestri:
- Maurizio Bassi per DJ Francesco Band
- Giuliano Boursier per i Modà
- Diego Calvetti per Veronica Ventavoli e Max De Angelis
- Marco Canepa per gli Equ
- Roberto Colombo per Antonella Ruggiero
- Giorgio Costantini per i Concido
- Marco Falagiani per Umberto Tozzi
- Antongiulio Frulio per Marina Rei
- Giuseppe Furnari per Christian Lo Zito
- Carlo Gargioni per Marcella Bella
- Umberto Iervolino per Francesco Renga
- Gianfranco Lombardi per Nicola Arigliano
- Francesco Marchetti per Velvet e Enrico Boccadoro
- Filippo Martelli per Marco Masini
- Luca Mattioni per Paolo Meneguzzi
- Roberto Molinelli per Giovanna D'Angi
- Mario Natale per Toto Cutugno e Annalisa Minetti, Matia Bazar e Laura Bono
- Adriano Pennino per Gigi D'Alessio, Anna Tatangelo, Franco Califano e Sabrina Guida
- Pinuccio Pirazzoli per Peppino di Capri
- Vince Tempera per i Negramaro
- Peppe Vessicchio per Nicky Nicolai e Stefano Di Battista Jazz Quartet, Le Vibrazioni, Alexia, Paola & Chiara e La Differenza
- Celso Valli per l'ospite Vasco Rossi

## Sigla
La prima serata del Festival si è aperta con l'esecuzione dell'Inno di Mameli in versione rock, e a seguire ciascuna delle quattro serate è stata aperta da un medley di brani storici della canzone italiana eseguiti dai Giovani in gara. Tra i brani eseguiti: Un'avventura, Mi sono innamorato di te, Il pescatore, Caravan petrol, Almeno tu nell'universo, Va pensiero, Nel blu dipinto di blu, Aida, Fiori di rosa fiori di pesco, Un'ora sola ti vorrei, Bocca di rosa e Il nostro concerto. L'ultima serata si è aperta con Vita spericolata e Un senso cantate dall'ospite Vasco Rossi.

## Scenografia
La scenografia del Festival, disegnata da Gaetano Castelli, fu all'insegna dell'innovazione e della modernità: per la prima volta nella storia del Festival l'orchestra non fu sul palco, ma nel golfo mistico ai piedi di quest'ultimo; la classica scalinata si trasformò in un grande schermo, mentre sul palco vennero create tre file di posti per opinionisti, giornalisti e pubblico sistemati su palchi disposti verticalmente e divisi da fasce di ledwall e luci al led.

## Ascolti
Risultati di ascolto delle varie serate, secondo rilevazioni Auditel.
| Serata             | Messa in onda      | I parte            | I parte            | II parte           | II parte           | III parte          | III parte          | Media ponderata | Media ponderata |
| Serata             | Messa in onda      | Telespettatori     | Share              | Telespettatori     | Share              | Telespettatori     | Share              | Telespettatori  | Share           |
| ------------------ | ------------------ | ------------------ | ------------------ | ------------------ | ------------------ | ------------------ | ------------------ | --------------- | --------------- |
| I                  | 1º marzo 2005      | 16599000           | 54,69%             | 12429000           | 56,43%             | 6462000            | 54,1%              | 12218000        | 54,78%          |
| II                 | 2 marzo 2005       | 15101000           | 51,11%             | 11226000           | 54,15%             | 5893000            | 58,12%             | 11185000        | 52,8%           |
| III                | 3 marzo 2005       | 14390000           | 49,07%             | 10533000           | 57,97%             | 5872000            | 54,47%             | 11560000        | 51,05%          |
| IV                 | 4 marzo 2005       | 13885000           | 46,37%             | 11002000           | 51,91%             | 6158000            | 61,72%             | 10387000        | 50,18%          |
| Finale             | 5 marzo 2005       | 13745000           | 48,82%             | 14300000           | 58,92%             | 12896000           | 73,0%              | 13606000        | 55,08%          |
| Media delle serate | Media delle serate | Media delle serate | Media delle serate | Media delle serate | Media delle serate | Media delle serate | Media delle serate | 11791000        | 52,78%          |

## Piazzamenti in classifica dei singoli
| Artista                                          | Singolo                 | Pos. max. |
| ------------------------------------------------ | ----------------------- | --------- |
| Francesco Renga                                  | Angelo                  | 1         |
| Gigi D'Alessio                                   | L'amore che non c'è     | 2         |
| Paolo Meneguzzi                                  | Non capiva che l'amavo  | 7         |
| Marco Masini                                     | Nel mondo dei sogni     | 8         |
| Negramaro                                        | Mentre tutto scorre     | 9         |
| Paola & Chiara                                   | A modo mio              | 10        |
| Matia Bazar                                      | Grido d'amore           | 12        |
| DJ Francesco Band                                | Francesca               | 15        |
| Anna Tatangelo                                   | Ragazza di periferia    | 16        |
| Alexia                                           | Da grande               | 18        |
| Laura Bono                                       | Non credo nei miracoli  | 19        |
| Nicky Nicolai e Stefano Di Battista Jazz Quartet | Che mistero è l'amore   | 19        |
| Antonella Ruggiero                               | Echi d'infinito         | 22        |
| Velvet                                           | Dovevo dirti molte cose | 26        |
| La Differenza                                    | Che farò                | 28        |
| Umberto Tozzi                                    | Le parole               | 36        |
| Marina Rei                                       | Fammi entrare           | 41        |
| Modà                                             | Riesci ad innamorarmi   | 41        |
| Veronica Ventavoli                               | L'immaginario           | 47        |
| Equ                                              | L'idea                  | 50        |

## Piazzamenti in classifica degli album
| Artista         | Album                 | Pos. max. |
| --------------- | --------------------- | --------- |
| Negramaro       | Mentre tutto scorre   | 2         |
| Le Vibrazioni   | Le Vibrazioni II      | 3         |
| Gigi D'Alessio  | Quanti amori          | 3         |
| Francesco Renga | Camere con vista      | 4         |
| Paolo Meneguzzi | Favola                | 5         |
| Marco Masini    | Il giardino delle api | 8         |
| Anna Tatangelo  | Ragazza di periferia  | 15        |
| Paola & Chiara  | Greatest Hits         | 25        |
| Alexia          | Da grande             | 58        |
| Marcella Bella  | Uomo bastardo         | 60        |

### Compilation
- Sanremo 2005
- Super Sanremo 2005